# 贲红站
贲红站是一个集二铁路和集通铁路上的铁路车站，位于内蒙古自治区察哈尔右翼后旗贲红乡，建于1995年，目前为四等站，邮政编码为012408。目前客运：办理旅客乘降；行李、包裹托运；货运：办理整车货物发到。